# Speed of Sound (chanson)
Pour l’article homonyme, voir Speed of Sound pour l'album d'Anvil.
Singles de Coldplay
Moses
(2003) Fix You
(2005)
Pistes de X&Y
X&Y A Message
Speed Of Sound est un single du groupe Coldplay. Il est extrait de leur troisième album X&Y.
Chris Martin a expliqué que la chanson a été composée à une époque où le groupe écoutait beaucoup Kate Bush. Le rythme de la chanson est d'ailleurs très proche de Running Up That Hill.
La chanson a été reconnue chanson de l'année par l'ASCAP (American Society of Composers, Authors and Publishers), mais les critiques furent partagées. Bill White du journal Seattle Post-Intelligencer, a noté que l’on pouvait comparer Speed Of Sound aux mélodies de Last Goodbye de Jeff Buckley et de Everybody's Changing de Keane. 
La chanson fut nommée deux fois aux 48e Grammy Awards. La chanson remporta un Brit Award, dans la catégorie Meilleur Single Anglais en 2006.
Speed Of Sound fut la millionième chanson téléchargée légalement sur l'iTunes Store.

## Clip
Le clip a été tourné les 22 et 23 avril 2005 à Los Angeles et a été réalisé par Mark Romanek. Le clip de la chanson présente le groupe en train de jouer le morceau devant un mur de lampes LED, s'animant au rythme de la musique, et atteignant son maximum lors des refrains et de la fin de la chanson, où il est de toutes les couleurs. 
Le clip fut nommé dans 4 catégories aux MTV Video Music Awards de 2005 : « Vidéo de l'année », « Meilleurs effets spéciaux », « Meilleur montage », et « Meilleure photographie ».